# Ton den Boon
Ton den Boon (Oudewater, 25 maart 1962) is een Nederlandse woordenboekmaker en uitgever. Den Boon studeerde Nederlandse taal en letterkunde en Algemene Literatuurwetenschap aan de Rijksuniversiteit Groningen en werkte daarna ongeveer een decennium lang afwisselend als woordenboekredacteur en communicatieadviseur. Sinds eind jaren 90 is hij hoofdredacteur van het Van Dale Groot woordenboek van de Nederlandse taal (beter bekend als de Dikke Van Dale). Daarnaast schrijft hij over taal, literatuur en beeldende kunst. Regelmatig levert hij bijdragen aan tijdschriften zoals Onze Taal, NWT Magazine en de krant Trouw.
Als lexicograaf publiceert Den Boon regelmatig over taalvernieuwing, met name over nieuwe woorden oftewel neologismen. Voor Stichting De Roos en Van Dale Lexicografie schreef hij tussen 2000 en 2005 een reeks nieuwjaarsgeschenken getiteld Taal van het jaar nul, Taal van het jaar één enz., inmiddels opgevolgd door het Jaarboek taal. Den Boon stelde verder onder meer een Modern spreekwoordenboek samen, een Modern citatenwoordenboek, een Modern uitroepenwoordenboek en een Modern verdwijnwoordenboek. Tevens verschenen onder zijn redactie diverse lexicons over beeldende kunst, zoals het  Grafisch Abc, Bijbelse figuren in de kunst en de Cultuurtoeristische Van Dale (later opnieuw verschenen als Cultuurgids voor de reiziger). Daarnaast schreef hij diverse publicaties, onder meer over Willem Kloos (Maar ik zal heerlijk in mijn vers herrijzen), Martinus Nijhoff (Twee overzijden) en Lucebert (Wie wil stralen die moet branden). Samen met Chrétien Breukers stelde hij Het is niet onopgemerkt gebleven (over de taal van Gerard Reve) samen.
Den Boon richtte in 2002 uitgeverij de Weideblik op, gespecialiseerd in bijzondere kunst- en kunstenaarsboeken, o.a. van Jan Montyn, Willem den Ouden en Wim Zurné. Voor andere uitgevers redigeerde hij onder meer boeken over kunstenaars als Erik Andriesse, Lucebert en Constant Nieuwenhuijs.
Een sinds maart 2020 tijdens de coronapandemie door hem bijgehouden ‘coronawoordenboek’ telde op 28 april 2020 al ruim 700 woorden.
- Bibsys: 4102799
- Bibliothèque nationale de France: cb12524686w (data)
- Digitale Bibliotheek voor de Nederlandse Letteren: boon069
- Gemeinsame Normdatei: 132973561
- International Standard Name Identifier: 0000 0001 1572 2186
- Library of Congress Control Number: n00031091
- Nationale Bibliotheek van Letland: 000080966
- Nationale Bibliotheek van Tsjechië: xx0103913
- Nederlandse Thesaurus van Auteursnamen: 126319847
- Système universitaire de documentation: 034496157
- Virtual International Authority File: 61656310
- WorldCat: E39PBJrcqMrymrTfBxkhtYmDbd